# Schermen op de Paralympische Zomerspelen

Schermen is een van de sporten die op het programma van de Paralympische Spelen staan. De sport staat ook bekend onder de naam rolstoelschermen. De sport wordt gecoördineerd door de International Wheelchair and Amputee Sports Federation (IWAS).

## Regels
Het meest opvallende bij de sport is dat wordt geschermd vanuit rolstoelen die vast op de grond staan en niet bewogen kunnen worden. In de stoel kan de schermer alleen het bovenlichaam vrij bewegen. Ook moet de schermer altijd blijven zitten. Net als bij het gewone schermen wordt gestreden met degen, floret of sabel. De eerste twee wapens worden gehanteerd door mannen en vrouwen, het derde alleen door mannen. De overige regels zijn vergelijkbaar met het gewone schermen.

## Geschiedenis
Het schermen staat al vanaf de eerste Paralympische Spelen, in 1960, op het programma.

## Categorieën
Afhankelijk van de beperkingen worden de schermers vanaf 1996 in een categorie A of B ingedeeld: 
- categorie A voor sporters die hun torso vlot kunnen bewegen en wiens aandoening de schermarm niet beïnvloedt
- categorie B voor sporters wiens aandoening de bewegingsvrijheid van de torso en/of de schermarm beïnvloedt

## Medaillespiegel
Medaillestand na de PS Londen 2012
| Plaats | Land                | NOC    | Goud | Zilver | Brons | Totaal |
| ------ | ------------------- | ------ | ---- | ------ | ----- | ------ |
| 1      | Frankrijk           | FRA    | 61   | 43     | 35    | 139    |
| 2      | Italië              | ITA    | 28   | 33     | 27    | 88     |
| 3      | Hongkong            | HKG    | 22   | 17     | 14    | 53     |
| 4      | China               | CHN    | 13   | 10     | 3     | 26     |
| 5      | West-Duitsland      | FRG    | 10   | 12     | 7     | 29     |
| 6      | Polen               | POL    | 10   | 11     | 8     | 29     |
| 7      | Verenigd Koninkrijk | GBR    | 10   | 10     | 24    | 44     |
| 8      | Israël              | ISR    | 4    | 6      | 6     | 16     |
| 9      | Duitsland           | GER    | 3    | 11     | 12    | 26     |
| 10     | Hongarije           | HUN    | 3    | 8      | 8     | 19     |
| 11     | Zuid-Korea          | KOR    | 3    | 1      | 1     | 5      |
| 12     | Thailand            | THA    | 2    | 0      | 2     | 4      |
| 13     | Spanje              | ESP    | 1    | 0      | 4     | 5      |
| 14     | Oekraïne            | UKR    | 1    | 1      | 3     | 5      |
| 15     | Brazilië            | BRA    | 1    | 0      | 0     | 1      |
| 16     | België              | BEL    | 0    | 2      | 5     | 7      |
| 17     | Verenigde Staten    | USA    | 0    | 1      | 2     | 3      |
| 17     | Koeweit             | KUW    | 0    | 1      | 2     | 3      |
| 19     | Australië           | AUS    | 0    | 1      | 1     | 2      |
| 19     | Nederland           | NED    | 0    | 1      | 1     | 2      |
| 21     | Wit-Rusland         | BLR    | 0    | 1      | 0     | 1      |
| 21     | Japan               | JPN    | 0    | 1      | 0     | 1      |
| 23     | IJsland             | ISL    | 0    | 0      | 1     | 1      |
| Totaal | Totaal              | Totaal | 172  | 171    | 166   | 509    |